# Konditionierung (Polyamid)
Unter Konditionierung versteht man in der Kunststofftechnik das Lagern bis hin zum Gewichtsausgleich (Gewichtskonstanz) durch Wasseraufnahme bei Normklima (23 °C und 50 % Luftfeuchte). Der Prozess des Konditionierens ist reversibel.
Dieser Vorgang ist insbesondere bei Polyamid-Kunststoffen technisch bedeutsam. Das im Trockenen spröde Material erhält erst durch Wasseraufnahme (Konditionierung) von bis zu 3,5 % seine Schlagzähigkeit. Festigkeit und Steifigkeit nehmen jedoch unter Feuchteeinfluss ab, die Bruchdehnung nimmt zu. Dies ist bei der Konstruktion zu berücksichtigen. Durch die Aufnahme von Wasser findet eine deutliche Verschiebung der Glasübergangstemperatur hin zu tieferen Werten statt. Datenblätter von Polyamid müssen daher stets Hinweise zum Feuchtegehalt enthalten.
Man unterscheidet 3 Konditionierungszustände:
- trocken – keine Feuchte, Anteil Wasser < 0,2 %
- luftfeucht – Anteil Wasser 2,7 % – 3 %
- nass – Anteil Wasser 7,2 % – 9,3 % nach ISO 62

## Mechanismus
Die Wasseraufnahme erfolgt durch Diffusionsprozesse. Erleichtert werden diese durch Wasserstoffbrückenbindungen. Die Einlagerung erfolgt überwiegend in den weniger dicht gepackten, amorphen Bereichen. Der Feuchteausgleich (Wasseraufnahme / Wasserabgabe) kann schon bei 2–3 mm Wandstärke mehrere Monate dauern. Eine Erhöhung der Umgebungstemperatur beschleunigt die Konditionierung.